# Nymphargus ignotus
Nymphargus ignotus es una especie de anfibio anuro de la familia Centrolenidae.

## Descripción
N. Ignotus es una rana pequeña de aspecto frágil, de hasta 35 mm. Su piel es muy lisa con presencia de gránulos muy finos distribuidos de manera homogénea. La coloración del tegumento dorsal es lavanda o café translúcido, con vientre blanco en el que algunas áreas son transparentes. Presenta anillos dispersos de color negro con centro amarillo, diferenciandola de otras especies de Nymphargus. Sus extremidades son bastante delgadas y relativamente cortas. Su cuerpo posee poco volumen muscular. Terminación digital dilatada con ápice trunco. Sus ojos son sobresalientes con proyección frontal y su hocico redondeado y muy corto.
Se encuentra en la vegetación próxima a cuerpos de agua de bosques primarios subandinos

## Distribución geográfica
Esta especie es endémica de Colombia. Habita en la vertiente del Pacífico de la Cordillera Occidental de Colombia en los departamentos de Valle del Cauca, Chocó, Antioquia y Risaralda entre los 1900 y 1960 m s. n. m..

## Publicación original
- Lynch, 1990 : A new ocellated frog (Centrolenidae) from western Colombia. Proceedings of the Biological Society of Washington, vol. 103, n.º 1, p. 35-38[6]